# ناحیه کیندرهوک، میشیگان
ناحیه کیندرهوک (به انگلیسی: Kinderhook Township) یک منطقهٔ مسکونی در ایالات متحده آمریکا است که در شهرستان برنچ، میشیگان واقع شده‌است.
 ناحیه کیندرهوک ۵۵٫۳ کیلومتر مربع مساحت و ۱٬۴۹۷ نفر جمعیت دارد و ۳۰۸ متر بالاتر از سطح دریا واقع شده‌است.